# Albero Bajo
Albero Bajo (Albero Baxo em aragonês) é um município da Espanha na província de Huesca, comunidade autónoma de Aragão, de área 22,08 km² com população de 93 habitantes (2004) e densidade populacional de 4,21 hab/km².

## Demografia
| Variação demográfica do município entre 1991 e 2004 | Variação demográfica do município entre 1991 e 2004 | Variação demográfica do município entre 1991 e 2004 | Variação demográfica do município entre 1991 e 2004 |
| --------------------------------------------------- | --------------------------------------------------- | --------------------------------------------------- | --------------------------------------------------- |
| 1991                                                | 1996                                                | 2001                                                | 2004                                                |
| 123                                                 | 117                                                 | 106                                                 | 93                                                  |